# USS Albany (SSN-753)
El USS Albany (SSN-753) es un submarino con propulsión nuclear de clase Los Ángeles (clase 688). Es el quinto submarino de la Armada de los Estados Unidos en recibir el nombre Albany, capital del estado de Nueva York.

## Diseño y construcción
El contrato para su construcción se le adjudicó a Huntington Ingalls Industries. Se inició su construcción en 22 de abril de 1985. Fue botado en 13 de junio de 1987 y comisionado en 7 de abril de 1990. Fue auspiciado por Nancy M. Kissinger, esposa de Henry Kissinger.
Junto con el USS Topeka, su casco se fabricó en parte con acero HY-100, más resistente, en lugar del acero HY-80 utilizado en la fabricación de todos los demás submarinos de la clase Los Ángeles. Esto se hizo para probar los métodos de construcción con este acero, que luego se utilizaría en la fabricación de los nuevos submarinos de la clase Seawolf.
Al ser un submarino de clase 688, tiene la capacidad de lanzar torpedos Mark 48, misiles de crucero, así como de minar mediante el uso de cuatro tubos de torpedo de proa, así como de lanzar misiles SLCM Tomahawk desde sistema de lanzamiento vertical. El submarino, de 110 metros de eslora y 6927 toneladas de calado, gracias a la propulsión nuclear proporcionada por una central eléctrica de 30 000 CV con el reactor de agua a precisión, capaz de navegar el agua a una velocidad a más de 30 nudos.
En 2011, se modernizó en cuanto al armamento, los sistemas de comunicación, etc.